# Distretto di Mollebamba
Il distretto di  Mollebamba è uno degli otto  distretti della provincia di Santiago de Chuco, in Perù. Si trova nella regione di La Libertad e si estende su una superficie di 69,69  chilometri quadrati.